# Andorrà Open 2022
L'Andorrà Open 2022, conosciuto come Credit Andorrà Open per motivi di sponsorizzazione, è stato un torneo femminile di tennis giocato sul cemento indoor. È stata la 1ª edizione del torneo, facente parte della categoria WTA 125 nell'ambito del WTA Challenger Tour 2022. È stato il primo torneo di tennis femminile WTA della storia ad venire disputato nello stato dell'Andorra. Si è giocato al Poliesportiu d'Andorra di Andorra la Vella in Andorra dal 28 novembre al 4 dicembre 2022.

## Partecipanti al singolare

### Teste di serie
| Nazionalità | Giocatrice          | Ranking* | Testa di serie |
| ----------- | ------------------- | -------- | -------------- |
| Cina        | Zhang Shuai         | 24       | 1              |
| Belgio      | Alison Van Uytvanck | 55       | 2              |
| Germania    | Tatjana Maria       | 70       | 3              |
| Rep. Ceca   | Linda Nosková       | 91       | 4              |
| Ucraina     | Dajana Jastrems'ka  | 101      | 5              |
| Italia      | Sara Errani         | 106      | 6              |
| Ucraina     | Darija Snihur       | 107      | 7              |
| Spagna      | Cristina Bucșa      | 108      | 8              |

* Ranking al 21 novembre 2022.

### Altre partecipanti
Le seguenti giocatrici hanno ricevuto una wild card per il tabellone principale:
- Alina Čaraeva
- Georgina García Pérez
- Sabine Lisicki
- Nina Stojanović
- Zhang Shuai

Le seguenti giocatrici sono entrata in tabellone con il ranking speciale:
- Bibiane Schoofs
- Yanina Wickmayer

La seguente giocatrice è subentrata in tabellone come alternate:
- Weronika Falkowska

### Ritiri
Prima del torneo
- Elina Avanesjan → sostituita da  Jessika Ponchet
- Elisabetta Cocciaretto → sostituita da  Rebecca Peterson
- Olga Danilović → sostituita da  Joanne Züger
- Vitalija D'jačenko → sostituita da  Lina Glushko
- Magdalena Fręch → sostituita da  Anastasija Zacharova
- Léolia Jeanjean → sostituita da  Weronika Falkowska
- Elizabeth Mandlik → sostituita da  Kateryna Baindl
- Rebeka Masarova → sostituita da  Carole Monnet
- Kristina Mladenovic → sostituita da  Sophie Chang
- Nuria Párrizas Díaz → sostituita da  Bibiane Schoofs
- Diane Parry → sostituita da  Katrina Scott
- Kamilla Rachimova → sostituita da  Jaqueline Cristian
- Moyuka Uchijima → sostituita da  Yanina Wickmayer
- Markéta Vondroušová → sostituita da  Nigina Abduraimova
- Wang Xinyu → sostituita da  Ana Konjuh

## Partecipanti al doppio

### Teste di serie
| Nazione     | Giocatrice        | Nazione     | Giocatrice   | Rank1 | Seed |
| ----------- | ----------------- | ----------- | ------------ | ----- | ---- |
| Stati Uniti | Sophie Chang      | Cina        | Zhang Shuai  | 86    | 1    |
|             | Aleksandra Panova | Stati Uniti | Alycia Parks | 132   | 2    |

* Ranking al 21 novembre 2022.

### Altre partecipanti
La seguente coppia di giocatrici ha ricevuto una wild card per il tabellone principale:
- Georgina García Pérez /  Victoria Jiménez Kasintseva

Le seguenti coppie sono entrate in tabellone con il ranking speciale:
- Jessika Ponchet /  Renata Voráčová
- Bibiane Schoofs /  Rosalie van der Hoek

## Campionesse

### Singolare
Alycia Parks ha sconfitto in finale  Rebecca Peterson con il punteggio di 6-1, 6-4.

### Doppio
Cristina Bucșa /  Weronika Falkowska hanno sconfitto in finale  Angelina Gabueva /  Anastasija Zacharova con il punteggio di 7-6(4), 6-1.